# Johan Gustafsson
Johan Gustafsson (ur. 28 lutego 1992 w Köping) – szwedzki hokeista. Reprezentant Szwecji.

## Kariera
- IFK Arboga J20 (2006-2007)
- IFK Arboga (2006-2007)
- Köping HC (2007-2008)
- Färjestad J18 (2008-2009)
- Färjestad BK (2009-2010)
- Skåre BK (2009-2010)
- Västerås J20 (2010)
- VIK Västerås HK (2010-2011)
- Luleå HF (2011-2013)
- Iowa Wild (2013-2015)
- Alaska Aces (2014/2015)
- Frölunda HC (2011-2013)
- Adler Mannheim (2011-2013)
- Rögle BK (2020-2021)
- VIK Västerås HK (2021-2023)
- Pelicans Lahti (2023-)

Wychowanek klubu Köping HC w rodzinnym mieście. W sezonie 2009/2010 grał w lidze Division 1 (trzecia klasa ligowa). W drafcie NHL z 2010 został wybrany przez Minnesota Wild, jednak pozostał w Szwecji i w sezonie 2010/2011 grał w lidze Allsvenskan (druga klasa ligowa). Od kwietnia 2011 zawodnik klubu Luleå, w barwach którego rozegrał sezon Elitserien 2011/2012. Następnie pod koniec maja 2012 podpisał kontrakt na występy z klubem Minnesota Wild. Po ogłoszeniu lokautu w sezonie NHL (2012/2013) został wypożyczony do Lulei i w barwach tego klubu rozegrał kolejny sezon Elitserien 2012/2013. Po jego zakończeniu w 2013 został wezwany do Minnesoty i w połowie 2013 został przekazany do zespołu farmerskiego, Iowa Wild, w rozgrywkach AHL. W pierwszej części sezonu NHL (2013/2014) był wzywany do kadry Minnesoty, lecz do 22 grudnia 2013 nie zadebiutował w NHL. W maju 2015 przeszedł do Frölunda HC, gdzie w listopadzie 2016 przedłużył kontrakt o dwa lata. W maju 2019 został zawodnikiem niemieckiego Adler Mannheim. W kwietniu 2020 dołączył do Rögle BK. Od 2021 przez dwa sezony ponownie grał w barwach VIK Västerås HK. Pod koniec grudnia 2023 ogłoszono jego transfer do fińskiego Pelicans Lahti.
Grał w kadrach juniorskich Szwecji. Był w składzie reprezentacji seniorskiej na turnieju mistrzostw świata w 2013 (jako jedyny zawodnik ekipy nie zagrał w żadnym meczu).

## Sukcesy

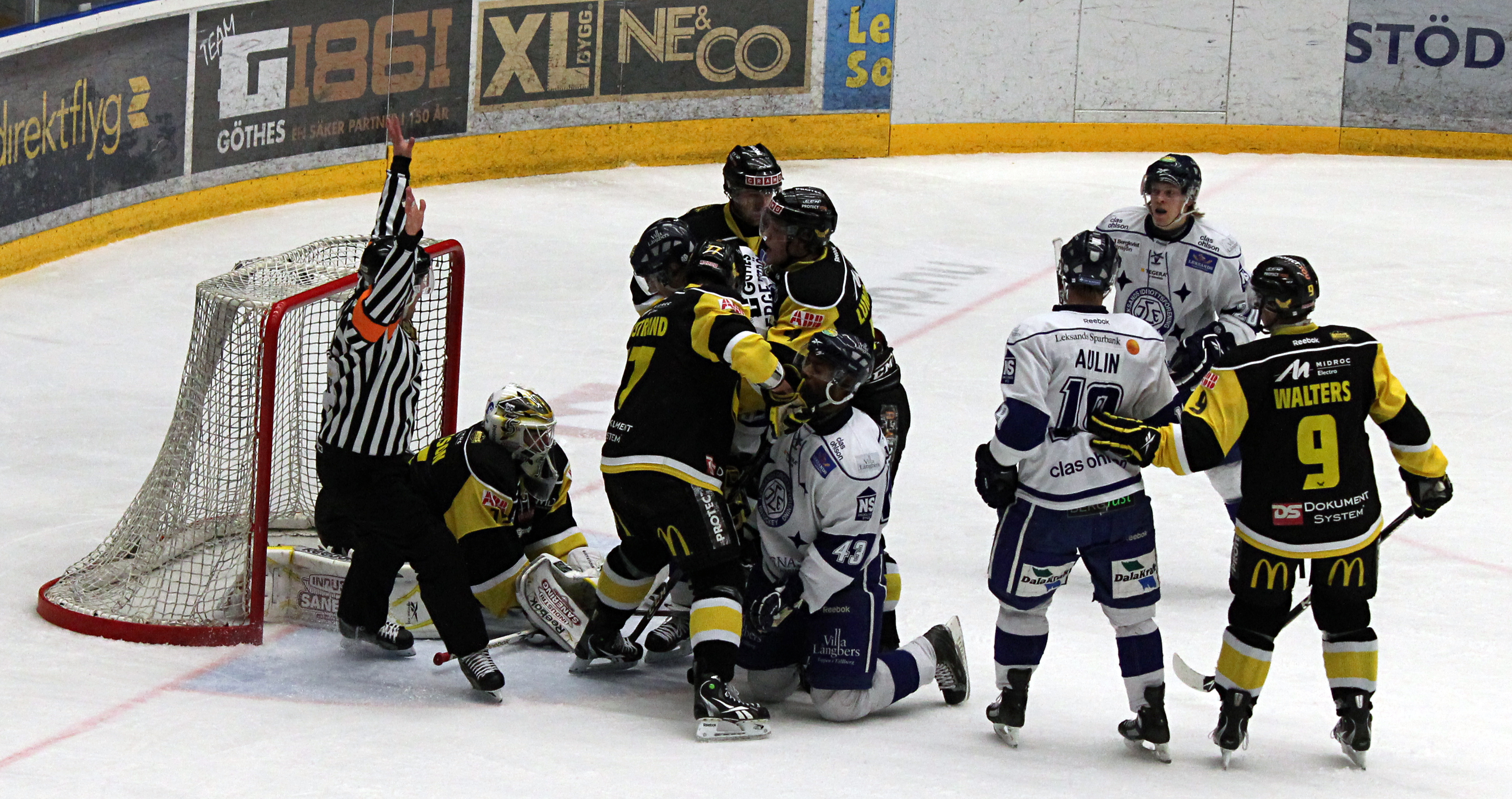
Johan Gustafsson interweniuje w barwach Västerås (2011)

Reprezentacyjne
- Srebrny medal mistrzostw świata juniorów do lat 18: 2010
- Złoty medal mistrzostw świata juniorów do lat 20: 2012
- Złoty medal mistrzostw świata: 2013

Klubowe
- European Trophy: 2012 z Luleå HF
- Srebrny medal mistrzostw Szwecji: 2013 z Luleå HF
- Złoty medal mistrzostw Szwecji: 2016, 2019 z Frölunda HC
- Hokejowa Liga Mistrzów: 2016, 2017, 2019 z Frölunda HC

Indywidualne
- Najlepszy bramkarz TV-Pucken w sezonie 2008/2009
- Mistrzostwa świata do lat 18 w hokeju na lodzie mężczyzn 2010/Elita:
  - Drugie miejsce w klasyfikacji skuteczności interwencji na turnieju: 91,84%[9]
  - Drugie miejsce w klasyfikacji średniej goli straconych na mecz na turnieju: 2,02%
- Elitserien (2011/2012):
  - Nominacja do nagrody najlepszego pierwszoroczniaka sezonu Elitserien